# 木果柯
木果柯（学名：[Lithocarpus xylocarpus] 错误：{{Lang}}：文本有斜体标记（帮助））是壳斗科柯属的植物。分布于老挝、越南、缅甸以及中国大陆的西藏、云南等地，生长于海拔1,800米至2,300米的地区，常生于较干燥的坡地杂木林中，目前尚未由人工引种栽培。

## 别名
木壳柯、木壳石栎